# Fußball in Baja California Sur
Von allen 32 Bundesstaaten Mexikos (einschließlich des Distrito Federal) kam der Fußball in Baja California Sur, in seiner Eigenschaft als Profifußball, zuletzt an. 

## Geschichte
Erstmals überhaupt bewarb sich mit dem an der Südspitze der Halbinsel Baja California beheimateten Delfines de Los Cabos ein Verein aus Baja California Sur um die Teilnahme an der drittklassigen Segunda División für die Saison 2007/08. Seine Heimspiele bestritt der Verein zunächst in der nur rund 500 Zuschauer fassenden Sportanlage Unidad Deportiva San José 78 in San José del Cabo und verzog bald ins benachbarte Cabo San Lucas, dessen Sportstätte Unidad Deportiva de Los Cangrejos über einen belastungsfähigeren Kunstrasen verfügt und mit einer fünfmal höheren Besucherkapazität rund 2500 Menschen aufnehmen kann. Nach vier Jahren Zugehörigkeit zur Segunda División musste das Franchise sich zum Ende der Saison 2010/11 aufgrund einer finanziellen Schieflage aus dem Spielbetrieb der Liga zurückziehen. Damit war der Profifußball in Baja California Sur zunächst wieder zum Erliegen gekommen. 
Acht Jahre später wurde zur Saison 2019/20 in der Landeshauptstadt La Paz ein neuer Versuch unternommen, mit dem La Paz FC einen  Verein in der inzwischen zur Liga Premier umbenannten dritthöchsten Spielklasse zu etablieren. Dieser Verein hielt allerdings nur eine Spielzeit durch und wurde dann zurückgezogen.
Im April 2022 wurde der nächste Versuch unternommen, einen Verein aus dem südlichen Teil der Halbinsel im mexikanischen Profifußball zu integrieren. Durch den Erwerb des Franchise des Traditionsvereins Tampico-Madero FC schuf die Grupo Orlegi einen neuen Verein namens Atlético La Paz, der den bisherigen Platz seines Vorgängers in der zweitklassigen Liga de Expansión MX übernahm, so dass erstmals überhaupt (und ebenfalls als letzter aller mexikanischen Bundesstaaten) in der Saison 2022/23 ein Verein aus Baja California Sur in der zweiten mexikanischen Fußball-Liga vertreten sein wird.